# 769 Тетяна
769 Тетяна (769 Tatjana) — астероїд головного поясу, відкритий 6 жовтня 1913 року.
Тіссеранів параметр щодо Юпітера — 3,163.